# سارا عمر
سارا عمر (کردی: سارا عومه‌ر؛ زادهٔ ۲۱ اوت ۱۹۸۶) رمان‌نویس، ستون‌نویس ساکن دانمارک است.